# Enrica Segneri
Pour l’article homonyme, voir Paolo Segneri.
Enrica Segneri, née le 10 septembre 1981 à Ferentino (Italie), est une femme politique italienne.

## Biographie
Enrica Segneri naît le 10 septembre 1981 à Ferentino.
Elle est élue députée lors des élections générales de 2018.